# Frances Murray
Frances Murray, właśc. Rosemary Booth (ur. 10 lutego 1928 w Glasgow, zm. 27 października 2019) – brytyjska (szkocka) powieściopisarka.

## Życiorys
Studiowała na Uniwersytecie w Glasgow (1945-1947). W 1950 wyszła za mąż za Roberta Edwarda Bootha. Po dalszych studiach na uniwersytecie w St Andrews i Dundee College of Education uzyskała uprawnienia nauczyciela historii. Pracę w zawodzie łączyła z pisaniem książek. Pierwszą powieść opublikowała w 1966.